# Автомобільна промисловість у Венесуелі
Автомобільна промисловість Венесуели — галузь економіки Венесуели.

## Огляд

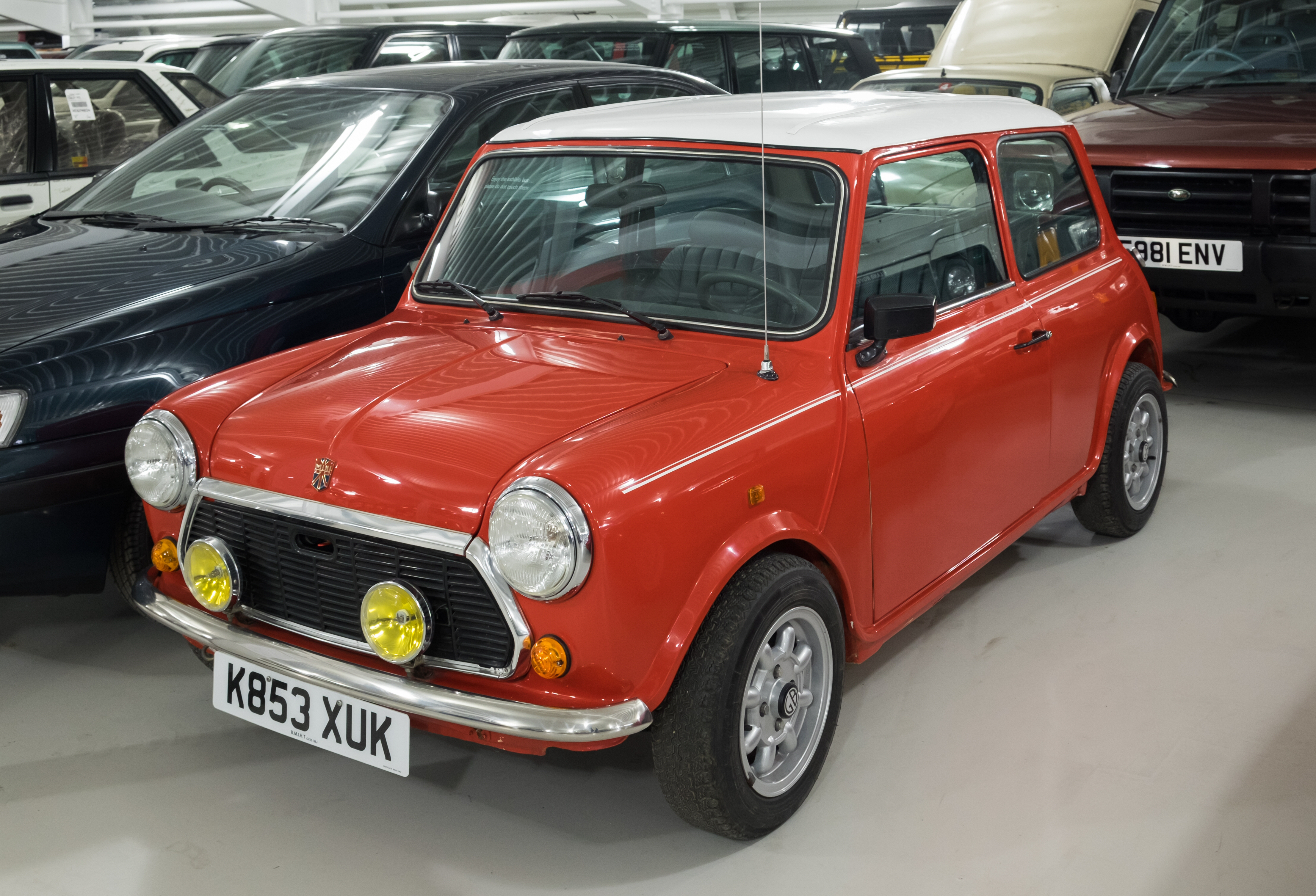
Mini Cord (1990–1995)

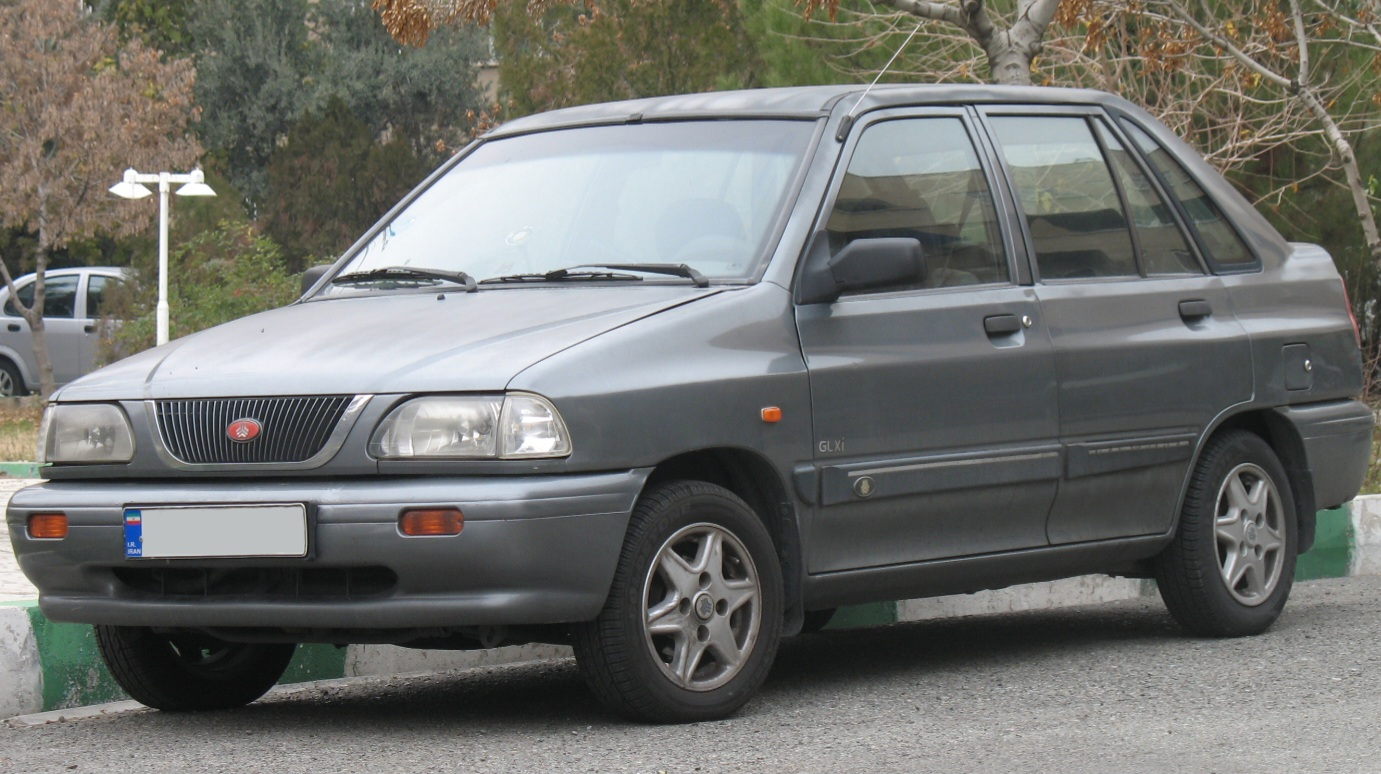
Turpial 141 / Saipa 141 (2007–2013)

Валенсія вважається промисловим містом у Венесуелі і свого часу навіть отримала назву "Малий Детройт з Венесуели" у зв'язку з переважанням великих складальних підприємств (General Motors, Ford і Chrysler). 
У 1944 році у Каракасі засновано General Motors Intera Americana, дочірню компанію General Motors Corporation. У березні 1991 року General Motors Venezuela випустила найповнішу лінійку автомобілів на венесуельському ринку: Chevrolet S-10, Chevrolet Blazer і Kodiak Trucks.
У 2014 році General Motors Venezolana припинила виробництво автомобілів після 65 років служби через брак поставок, тоді як Центральний банк Венесуели оголосив, що рівень дефіциту нових автомобілів становить 100%. До першої половини 2016 року у Венесуелі вироблялося лише 10 автомобілів на день, виробництво яких скоротилося на 86%.
Виробничі паузи вже були через брак запчастин між 2014–2016 роками. 3 травня 2018 року GM оголосила про повне закриття заводу та продала залишки активів уряду Венесуели. Завод зупинив усі свої операції з виробництва автомобілів і тепер зберігає лише представництво брендів GM.
Renault Venezolana був венесуельським виробником автомобілів. У 1956 році у Венесуелі була заснована торгова компанія Automóvil de Francia CA (AdF). У 1993 році Renault продала свою дочірню компанію Inversiones Cremerca. Виробництво автомобілів було зупинено в 1995 році через погану економічну ситуацію та проблеми з діловими партнерами.
Ford Valencia Assembly є автомобільним заводом Ford Motor Company, який був відкритий в 1962 році у Валенсії на площі у 75,451.6 квадратних метрів. У 2014 на заводі працювало 2,472 працівники. 5 травня 2014 року Ford Venezuela заявив про тимчасове припинення виробництва через дефіцит. У 2017 та 2018 рр. було виготовлено кілька сотень транспортних засобів. Завод складав Ford Explorer та Ford Fiesta станом на 2018 рік.
MMC Automotriz SA є компанією у галузі виробництва автомобілів, яка була заснована у 1990 році. Компанія базується в Каракасі і до кінця 2015 року була частиною Sojitz Corporation. У 1990 році Mitsubishi Motors розпочала виробництво автомобілів. Завод знаходиться в Барселоні. У листопаді 2016 року серійно випускались моделі Mitsubishi Lancer, Mitsubishi Panel та Mitsubishi Montero Sport.
Venirauto Industrias C.A. є компанією з виробництва автомобілів. Venirauto було засновано 3 листопада 2006 року в Маракаї. Виробництво автомобілів розпочалось у 2007 році. На початок 2012 року було працевлаштовано 470 осіб. У 2013 році Іран остаточно припинив виробництво та продаж у південноамериканській країні.
Багато компаній, таких як Toyota, Ford Motor Co., General Motors Company, уповільнили або припинили роботу через відсутність твердої валюти в країні. Венесуела заборгувала таким іноземним компаніям мільярди доларів.

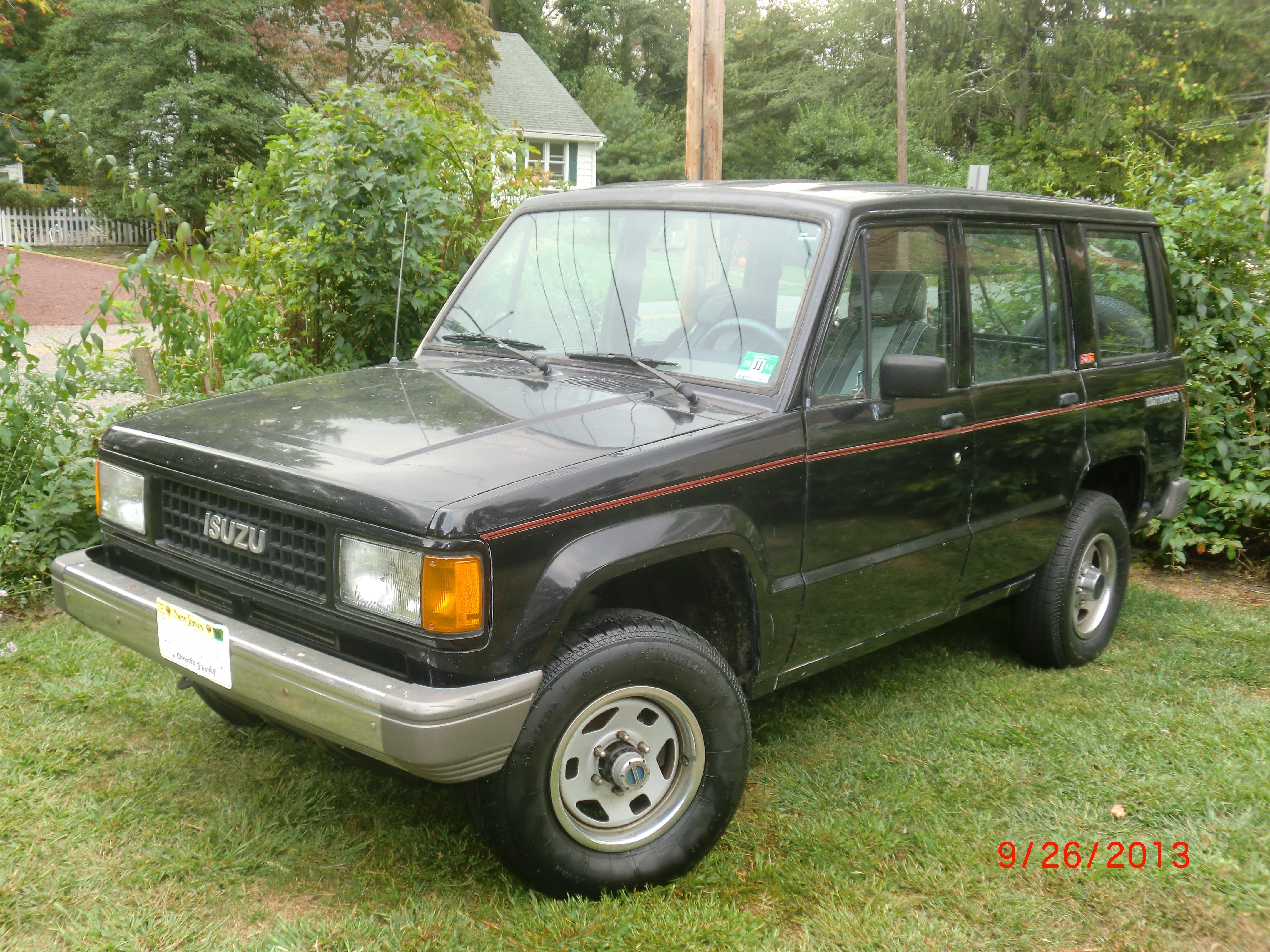
Isuzu Caribe 442 (1982–1993)
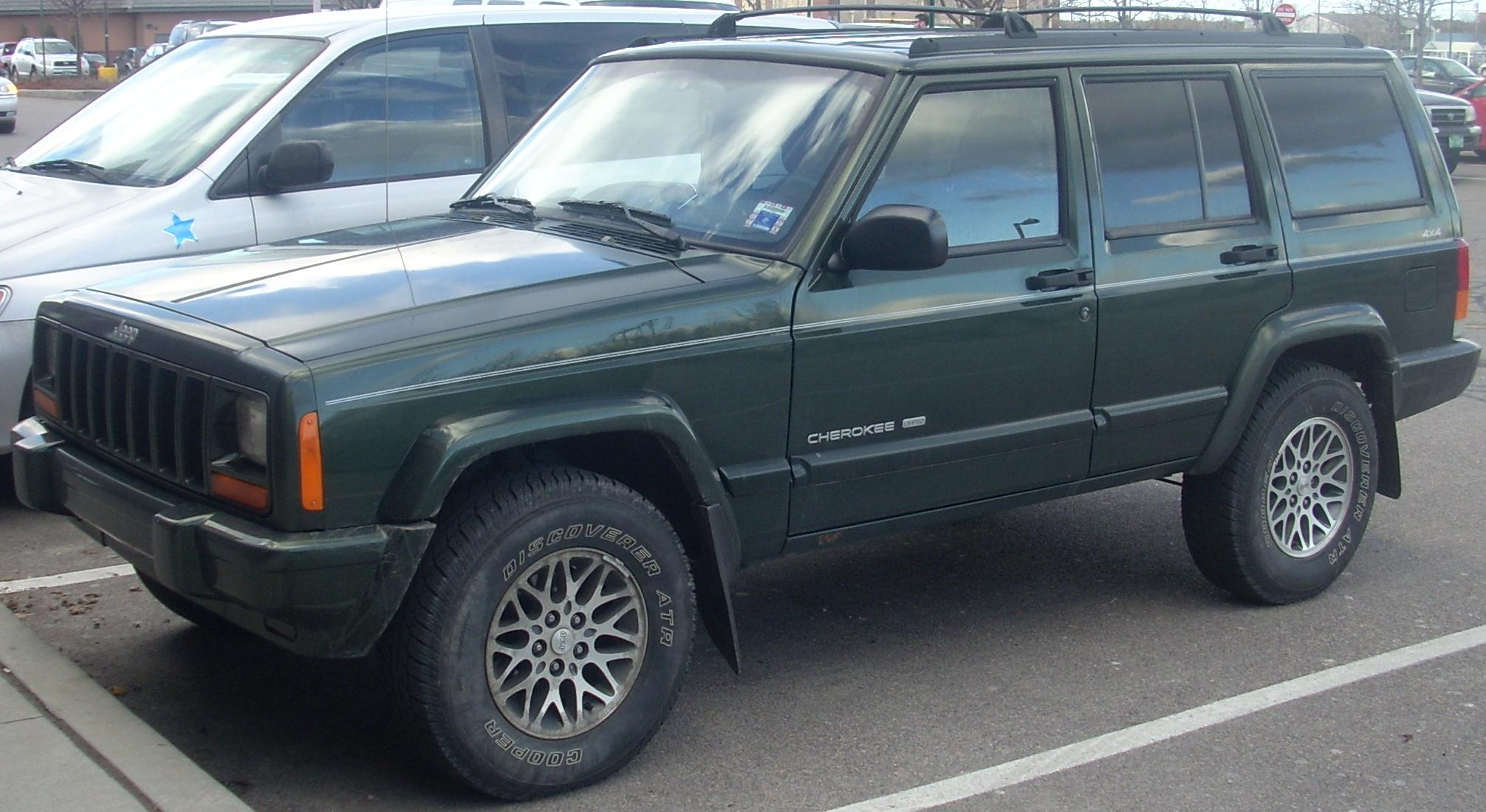
Jeep Cherokee (XJ) (1987–2001)
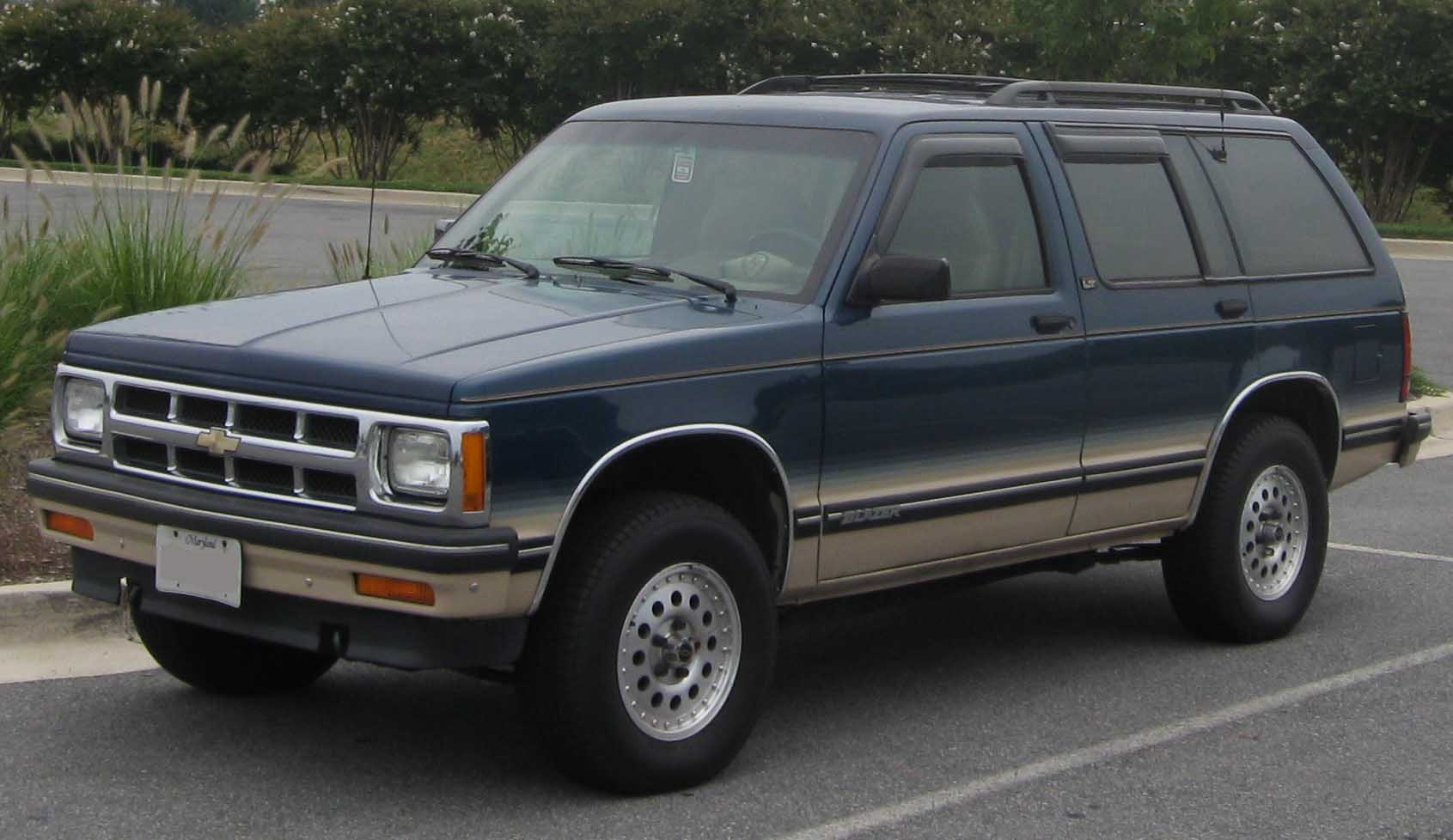
Chevrolet S-10 Blazer (1991–1993)
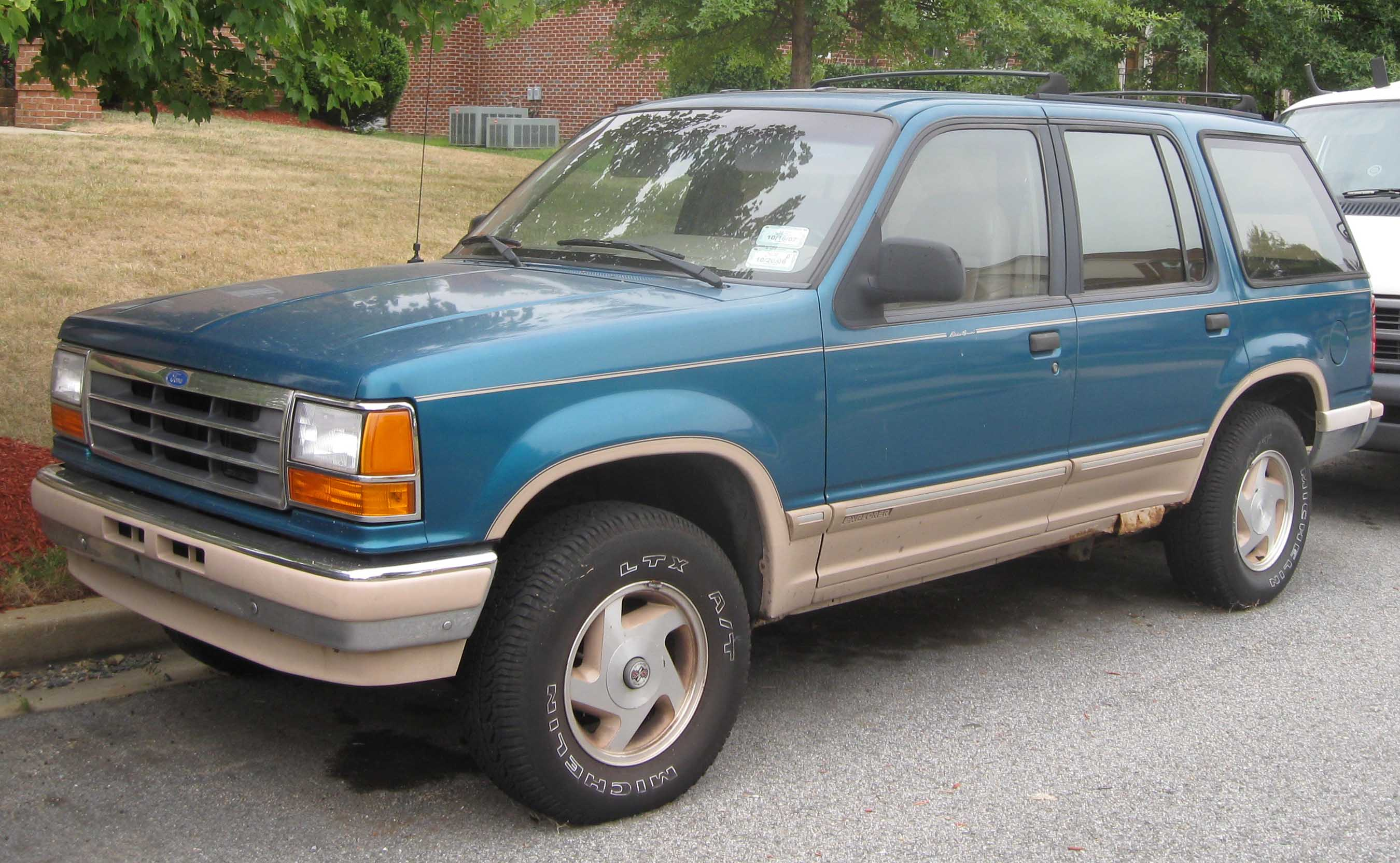
Ford Explorer (UN46) (1991–1994)

## Виробники

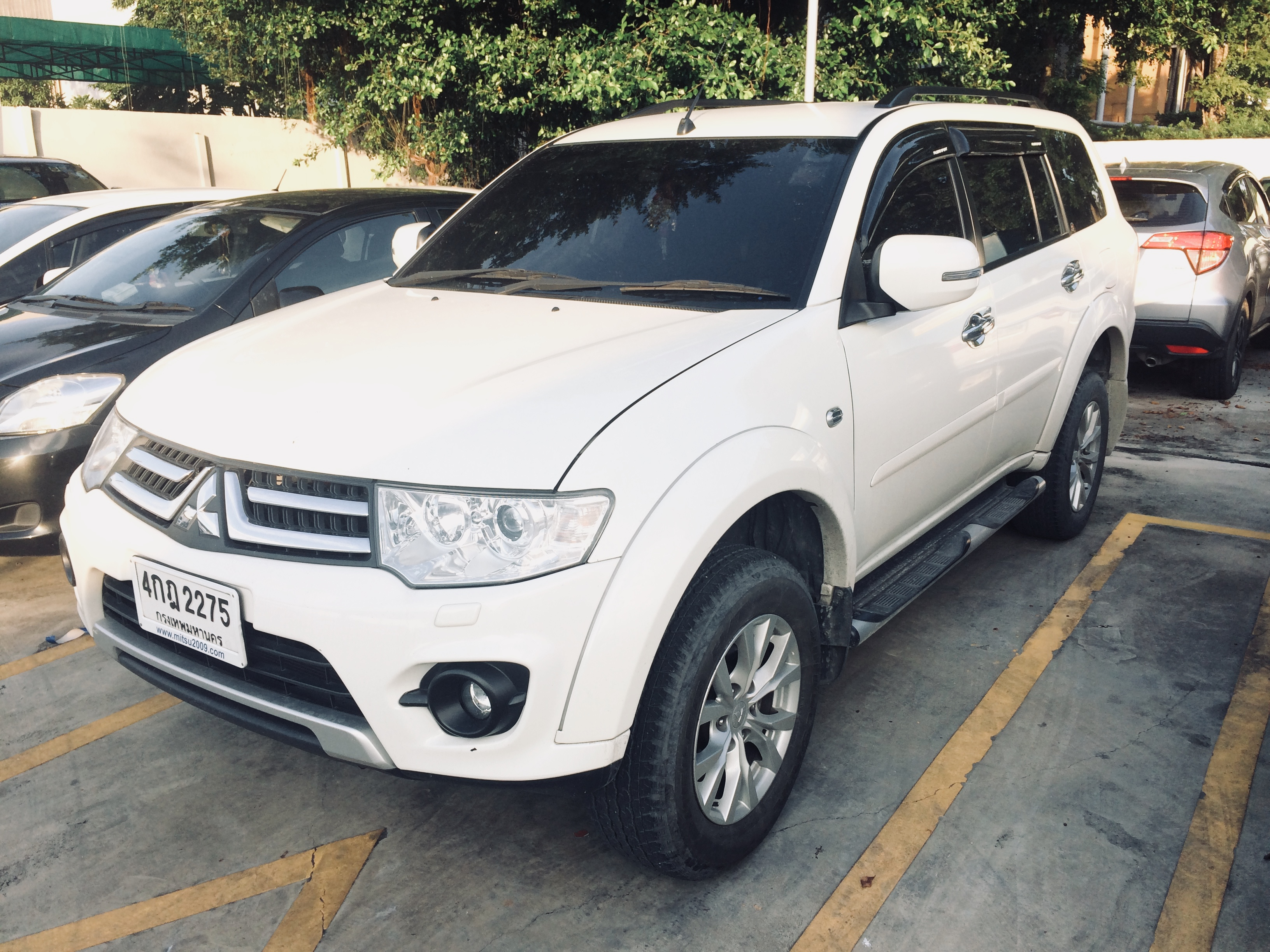
Mitsubishi Montero Sport (2013–2015)

- Caribe / Mack de Venezuela, CA[13] (Isuzu Caribe)
- CIF Diasa (Consorcio Inversionista Fabril / Consorcio Inversionista Fabril División Industrial Automotriz S.A.) (Mercedes-Benz)
- General Motors Venezuela
- FACORCA (Mini Cord)
- Ford Venezuela
- Jeep / Chrysler Venezuela (Valencia Carabobo 1962–2011, 1962 Tejerias Edo Aragua Willys de Venezuela, S.A, 1979–2011 Ensambladora Carabobo C.A. Valencia Edo Carabobo)
- MMC Automotriz (Mitsubishi)
- Renault Venezolana
- Venirauto Industrias (Iran Khodro, SAIPA)

## Обсяг виробництва за роками
У 1978 році було вироблено 180,687 автомобілів, таким чином він став піковим для автомобільної промисловості Венесуели.

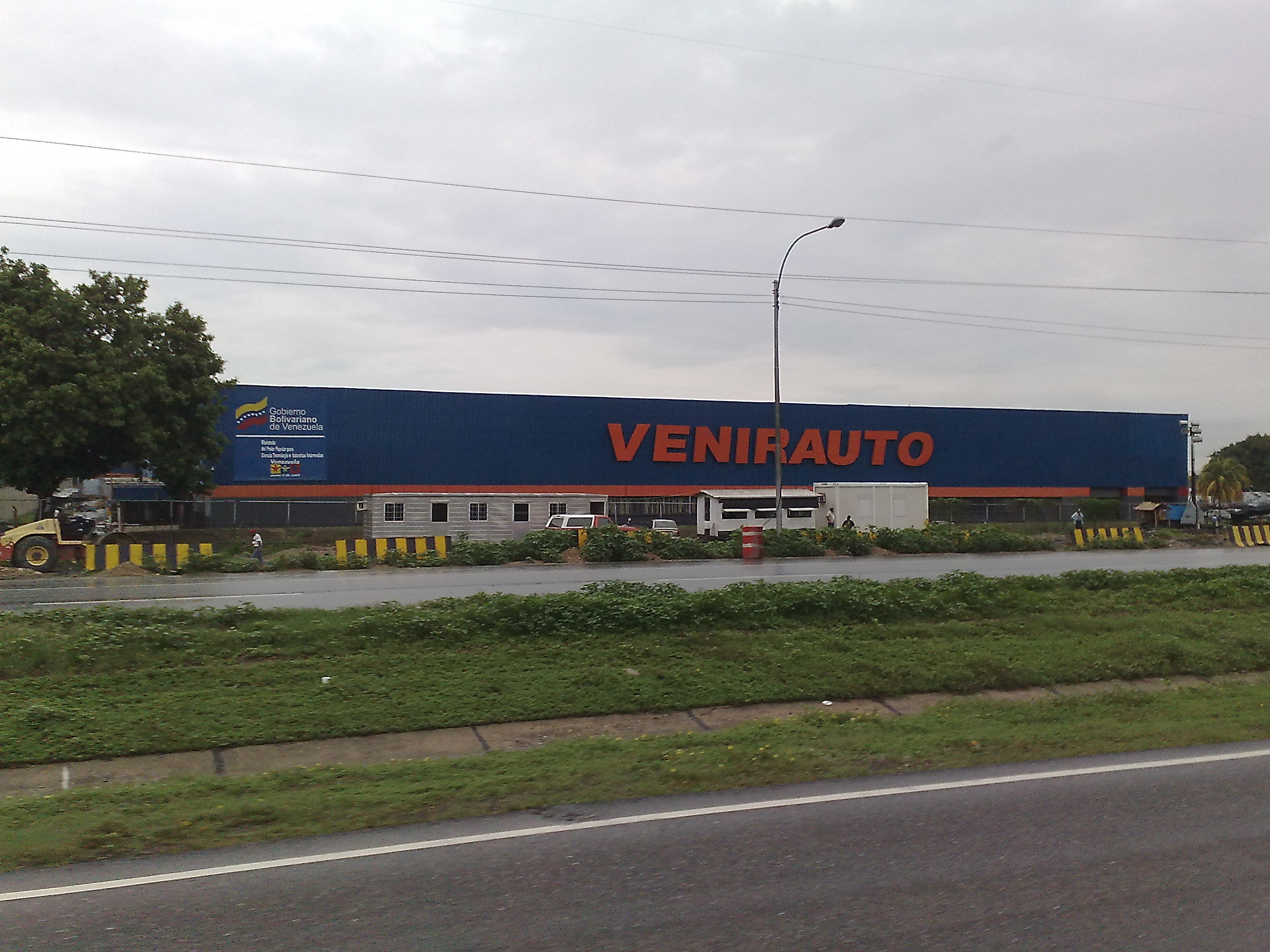
Завод Venirauto, 2010 рік

| Рік  | Обсяг виробництва |
| ---- | ----------------- |
| 1978 | 180,687           |
| 1986 | 150,637           |
| 1989 | 25,962            |
| 1990 | 153,000           |
| 2000 | 96,400            |
| 2005 | 21,190            |
| 2006 | 175,458           |
| 2010 | 135,425           |
| 2011 | 104,357           |
| 2012 | 102,409           |
| 2013 | 104,083           |
| 2014 | 71,753            |
| 2015 | 19,759            |
| 2016 | 18,300            |
| 2017 | 2,850             |
| 2018 | 1,774             |